# Enoplomischus
Enoplomischus là một chi nhện trong họ Salticidae.